# Karussell (1956)
Karussell (Originaltitel: Carousel) ist eine US-amerikanische Verfilmung des gleichnamigen Musicals von Oscar Hammerstein, das auf dem Bühnenstück Liliom des ungarischen Schriftstellers Ferenc Molnár aus dem Jahr 1909 basiert. Henry King inszenierte den Film 1956 für die 20th Century Fox.

## Handlung
Der attraktive Billy Bigelow arbeitet auf einem Jahrmarkt und bedient dort ein Karussell. Julie Jorden arbeitet in einer Mühle. Beide lernen sich kennen und lieben. Billy und Julie verlieren jedoch ihre Arbeitsplätze. Billy wird gefeuert, weil er nur noch Augen für Julie hat, Julie wird entlassen, weil sie trotz einer Ausgangssperre nicht daheim war. Billy und Julie heiraten und ziehen zu Julies Cousine Nettie, die ein Heilbad betreibt. Billy wird verbittert, weil er keine Arbeit findet, und streitet mit Julie.
Die Karussellbetreiberin Mrs. Mullin, die in Billy verliebt ist, hört von seinen Problemen. Sie bietet ihm seine alte Arbeit an, wenn er seine Frau verlässt. Billy scheint das Angebot annehmen zu wollen, doch Julie erzählt ihm, dass sie schwanger sei. Billy ist glücklich und lehnt Mrs. Mullins Angebot ab. Doch er macht sich Sorgen, dass er seine Familie nicht versorgen kann. Heimlich trifft er sich mit seinem alten Kumpel Jigger Craigin. Beide hecken den Plan aus, Julies alten Arbeitgeber, den wohlhabenden Mühlenbesitzer Bascombe, auszurauben.
Während eines Festes auf einer nahen Insel soll der Überfall stattfinden. Billy und Jigger schleichen aufs Festland um den üblicherweise unbewaffneten Bascombe zu überfallen. Doch diesmal hat Bascombe ein Gewehr. Jigger kann in der Konfusion entkommen und lässt Billy im Stich. Billy versucht, sich auf einem Stapel Kisten zu verstecken, doch der Stapel bricht zusammen. Billy stürzt und fällt in sein eigenes Messer. Die Festteilnehmer kehren von der Insel zurück. Julie findet ihren verletzten Mann, der in ihren Armen stirbt.
15 Jahre später wird im Jenseits Billy eröffnet, er könne für einen Tag auf die Erde zurückkehren, um seine Fehler wiedergutzumachen. Billy begegnet seiner Tochter Louise, die es nicht verwinden kann, dass ihr Vater einen Raub versucht hat. Billy macht sich sichtbar, erzählt Louise aber nicht, wer er wirklich ist. Um sie aufzumuntern, schenkt er ihr einen Stern, den er vom Himmel gestohlen hat. Louise weigert sich, das Geschenk anzunehmen. Der verzweifelte Billy schlägt ihr auf die Hand. Louise rennt nach Hause und erzählt Julie, was passiert ist. Sie erzählt ihr, dass sie keinen Schlag, sondern einen Kuss gespürt habe. Billy versucht, sich unsichtbar zu machen, bevor Julie ihn sehen kann, doch sie hat ihn doch für den Bruchteil einer Sekunde bemerkt. Billy fragt nach, ob er bei der Abschlussfeier seiner Tochter zugegen sein darf. Dort gibt er seiner Frau und seiner Tochter das Wissen, dass er sie liebe.

## Hintergrund
Das Hammerstein-Musical wurde ab April 1945 über zwei Jahre lang aufgeführt. Es gab insgesamt 890 Vorstellungen. Die Uraufführung des Films fand am 16. Februar 1956 statt. In Deutschland wurde Karussell erstmals am 17. August des gleichen Jahres gezeigt.
Gedreht wurde im US-Bundesstaat Maine, u. a. in der Hauptstadt Augusta, Boothbay Harbor, Camden und Newcastle.
Für die Rolle des Billy Bigelow war zunächst Frank Sinatra vorgesehen, der jedoch seine Rolle niederlegte, als er erfuhr, dass der Film erstmals im neuen Cinemascope55-Verfahren gedreht werden sollte. Alle Szenen würden jedoch doppelt gedreht, einmal im 55-mm-Verfahren und einmal als 35-mm-Version für die Kinovorführungen. Sinatra lehnte auf Grund der zu erwartenden Mehrarbeit ab. Erst später wurde bekannt, dass der Film konvertiert werden konnte, sodass es nicht notwendig war, die Szenen doppelt zu drehen.

## Musikstücke
Die im Film vorgetragenen Musikstücke stammten ausnahmslos aus dem Bühnenmusical und wurden von Richard Rodgers komponiert. Oscar Hammerstein steuerte die Texte bei. Gespielt werden die Instrumentalstücke The Carousel Waltz und Louise’s Ballet sowie die Songs Mister Snow, If I Loved You, June Is Bustin’ Out All Over, Soliloquy, When the Children Are Sleeping, This Was A Real Nice Clambake, Stonecutters Cut It On Stone, What’s the Use of Wond’rin und You’ll Never Walk Alone.

## Kritiken
Das Lexikon des internationalen Films schrieb: „Als große Show aufgezogen, entfernt sich der Film weit vom volkstümlichen Kammerspielton des Originals, bietet jedoch annehmbare Kinounterhaltung.“ Variety befand, dass die Musicalnummern sehr geschmackvoll seien. Eine gewisse Langatmigkeit des Films sei unbedeutend.

## Auszeichnungen
Der Film erhielt zwei Nominierungen, eine für den DGA-Award der Directors Guild of America und eine für den WGA-Award der Writers Guild of America.